# Nemanja Vidić
Nemanja Vidić (in serbo Немања Видић?; Užice, 21 ottobre 1981) è un ex calciatore serbo, di ruolo difensore.

## Caratteristiche tecniche
Ha giocato in prevalenza nel ruolo di difensore centrale, distintosi come uno dei migliori difensori della sua generazione, rendendo meglio in una difesa a 4 anziché a 5. Dotato di grande carisma, era fisicamente prestante e abile nel gioco aereo. Il suo temperamento lo ha spesso portato a commettere falli eccessivi, rimediando un notevole quantitativo di cartellini.

## Carriera

### Club

#### Inizi, Stella Rossa e Spartak Mosca
Cresciuto nelle giovanili della Stella Rossa, esordisce tuttavia a livello professionistico con lo Spartak Subotica. Rientra quindi nella formazione della capitale serba, vincendo un campionato e due coppe nazionali: ha anche modo di debuttare nelle competizioni europee, collezionando oltre 10 partite tra Champions League (non giocando la finale per infortunio), e Coppa UEFA.
Nel 2004 si trasferisce allo Spartak Mosca, dove resta fino al 2006.

#### Manchester United

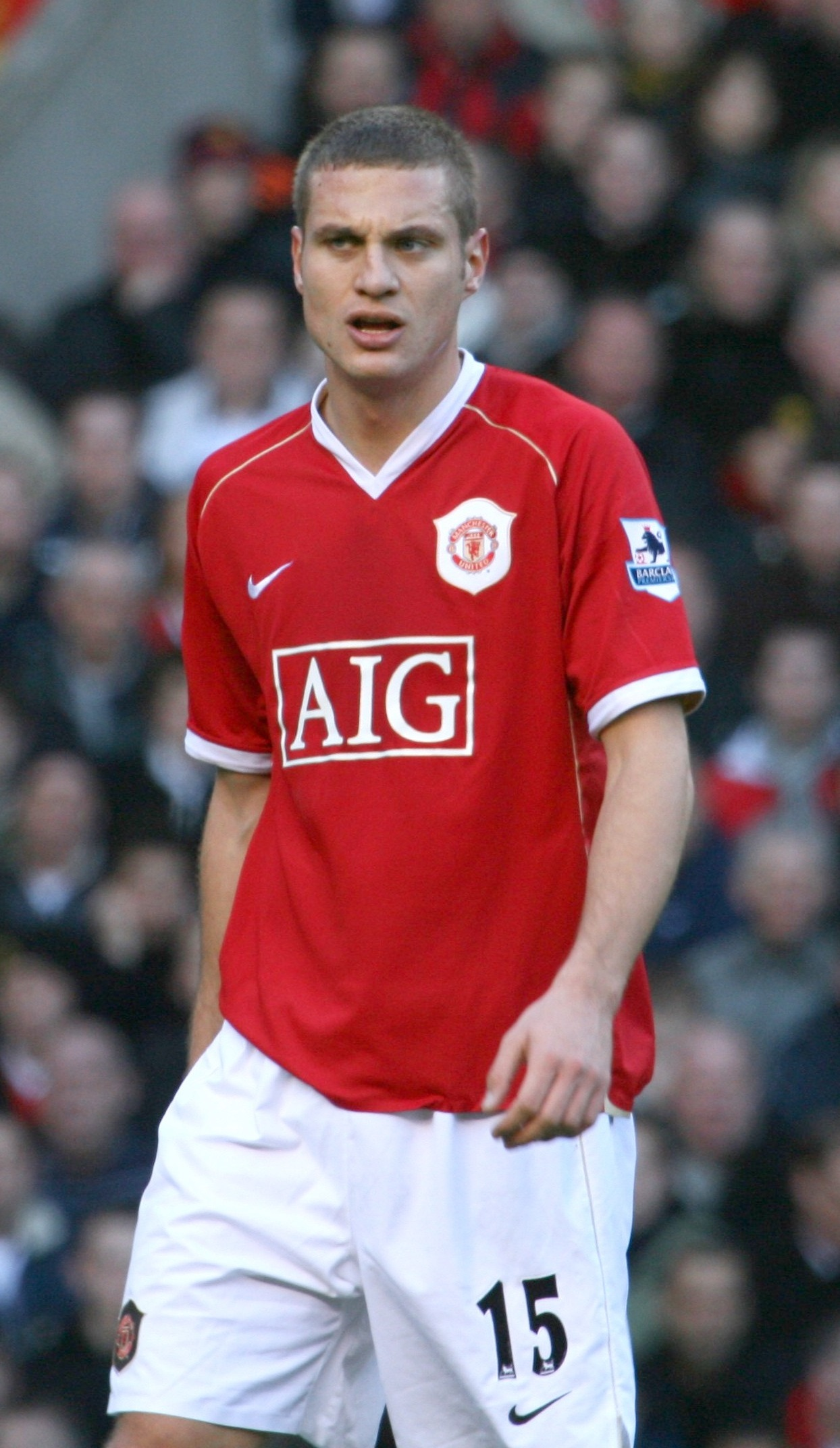
Vidić al Manchester United nel dicembre 2006

Nel gennaio 2006, dopo essere stato vicino al passaggio alla Fiorentina, si trasferisce al Manchester United. A Manchester formerà con Rio Ferdinand una delle migliori coppie di difensori centrali del campionato inglese per gli anni a venire. Campione d'Inghilterra e d'Europa al termine della stagione 2007-08, vince anche il titolo mondiale: autore di un gol in semifinale contro il Gamba Osaka, viene espulso nella finale (con la Liga Quito) per aver colpito un avversario con una gomitata. A conclusione dell'annata 2008-09 sfiora il bis continentale: nell'ultima partita del torneo (in cui il difensore serbo ha realizzato un gol, contro l'Inter nel ritorno degli ottavi), la sua squadra viene battuta dal Barcellona. Nominato capitano dei mancuniani nella stagione 2009-10 (in seguito al ritiro di Gary Neville), disputa nel 2011 la terza finale di Champions in 4 anni: gli inglesi perdono ancora contro i blaugrana.

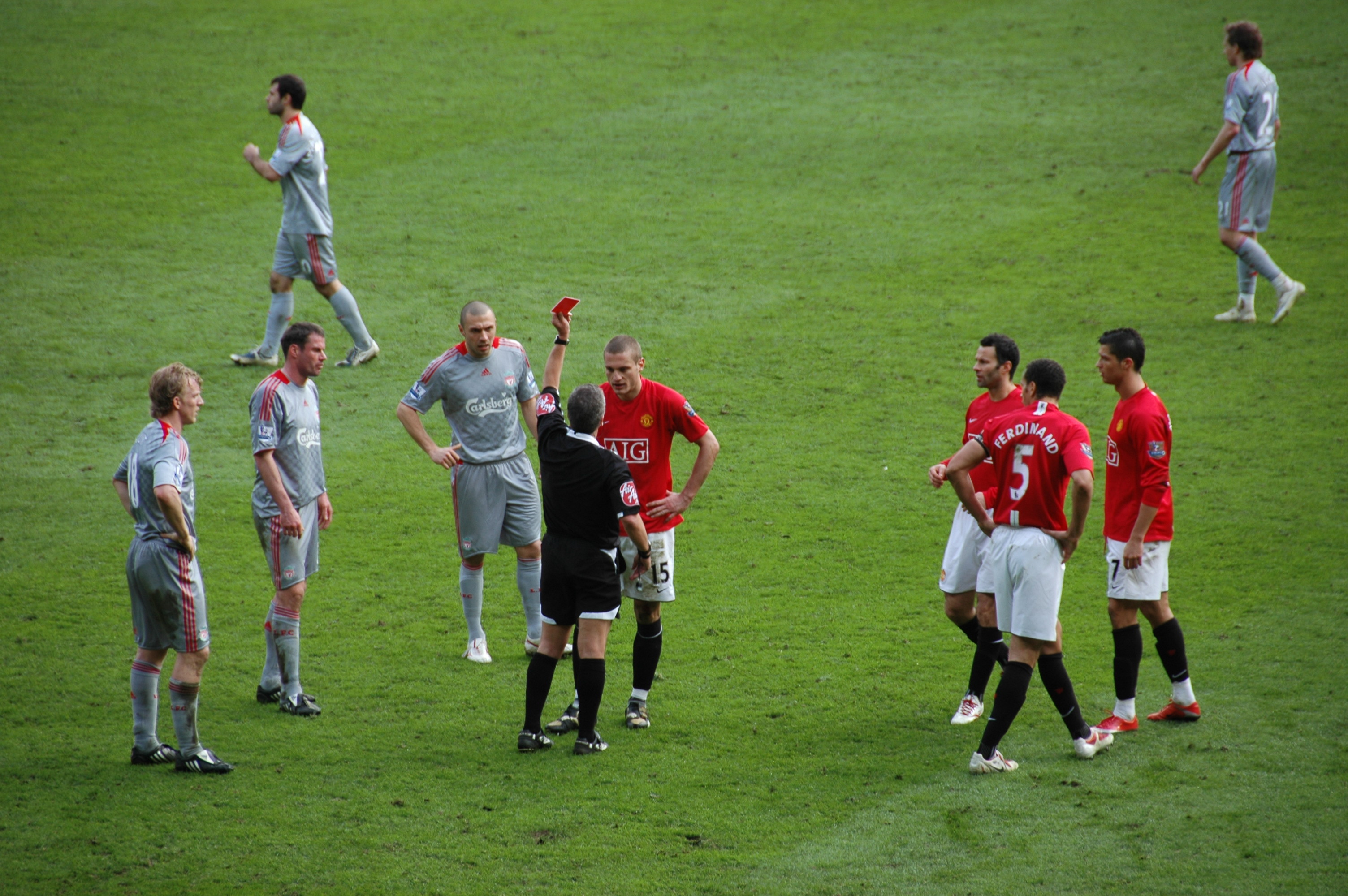
Vidić espulso contro il Liverpool nella partita del 14 marzo 2009.

Durante i primi mesi del 2014, il giocatore annuncia il proprio addio a fine stagione; a marzo sigla infatti un accordo con l'Inter, valido dal luglio seguente. In otto stagioni con i Red Devils, ha disputato esattamente 300 partite vincendo per cinque volte il campionato.

#### Inter
Con l'apertura del mercato estivo, diviene ufficialmente un giocatore della rosa nerazzurra. Il suo approccio alla Serie A è difficoltoso, con il difensore che nelle prime due presenze ufficiali rimedia un'ammonizione (nei play-off di Europa League) e un'espulsione, questa al debutto in Serie A contro il Torino. Autore di un rendimento al di sotto delle aspettative, realizza un solo gol in campionato venendo invece ammonito per 6 volte.
Il 5 agosto 2015 viene operato alla schiena per curare un'ernia, ma i lunghi tempi di recupero convincono la società a non includerlo nella rosa per la stagione 2015-16. Nel gennaio 2016, ad otto mesi dall'ultima partita giocata, annuncia la rescissione del contratto con il club e il proprio ritiro dall'attività, a 34 anni.

### Nazionale
È stato nazionale serbo dal 2002 al 2011, partecipando ai Mondiali 2006 e 2010.
Dopo 56 presenze e 2 reti, nell'autunno 2011 - prossimo al compimento dei 30 anni - si è ritirato dalla Nazionale.

## Statistiche

### Presenze e reti nei club
Statistiche aggiornate al 29 gennaio 2016.
| Stagione                 | Squadra                  | Campionato               | Campionato | Campionato | Coppe nazionali | Coppe nazionali | Coppe nazionali | Coppe continentali | Coppe continentali | Coppe continentali | Altre coppe | Altre coppe | Altre coppe | Totale | Totale |
| Stagione                 | Squadra                  | Comp                     | Pres       | Reti       | Comp            | Pres            | Reti            | Comp               | Pres               | Reti               | Comp        | Pres        | Reti        | Pres   | Reti   |
| ------------------------ | ------------------------ | ------------------------ | ---------- | ---------- | --------------- | --------------- | --------------- | ------------------ | ------------------ | ------------------ | ----------- | ----------- | ----------- | ------ | ------ |
| 1999-2000                | Stella Rossa             | PL                       | 0          | 0          | CS              | 0               | 0               | -                  | -                  | -                  | -           | -           | -           | 0      | 0      |
| 2000-2001                | Spartak Subotica         | PL                       | 27         | 6          | CS              | 0               | 0               | -                  | -                  | -                  | -           | -           | -           | 27     | 6      |
| 2001-2002                | Stella Rossa             | PL                       | 22         | 2          | CS              | 5               | 0               | UCL                | 2                  | 0                  | -           | -           | -           | 29     | 2      |
| 2002-2003                | Stella Rossa             | PL                       | 25         | 5          | CS              | 4               | 1               | CU                 | 6                  | 0                  | -           | -           | -           | 35     | 6      |
| 2003-2004                | Stella Rossa             | PL                       | 20         | 5          | CS              | 5               | 0               | CU                 | 6                  | 3                  | -           | -           | -           | 31     | 8      |
| Totale Stella Rossa      | Totale Stella Rossa      | Totale Stella Rossa      | 67         | 12         |                 | 14              | 1               |                    | 14                 | 3                  |             | -           | -           | 95     | 16     |
| 2004                     | Spartak Mosca            | PL                       | 12         | 2          | CR              | 1               | 0               | -                  | -                  | -                  | -           | -           | -           | 13     | 2      |
| 2005-gen. 2006           | Spartak Mosca            | PL                       | 27         | 2          | CR              | 1               | 0               | -                  | -                  | -                  | -           | -           | -           | 28     | 2      |
| Totale Spartak Mosca     | Totale Spartak Mosca     | Totale Spartak Mosca     | 39         | 4          |                 | 2               | 0               |                    | -                  | -                  |             | -           | -           | 41     | 4      |
| gen.-giu. 2006           | Manchester United        | PL                       | 11         | 0          | FACup+CdL       | 2+2             | 0               | UCL                | 0                  | 0                  | -           | -           | -           | 15     | 0      |
| 2006-2007                | Manchester United        | PL                       | 25         | 3          | FACup+CdL       | 5+0             | 0               | UCL                | 8                  | 1                  | -           | -           | -           | 38     | 4      |
| 2007-2008                | Manchester United        | PL                       | 32         | 1          | FACup+CdL       | 3+0             | 0               | UCL                | 9                  | 0                  | CS          | 1           | 0           | 45     | 1      |
| 2008-2009                | Manchester United        | PL                       | 34         | 4          | FACup+CdL       | 4+4             | 0               | UCL                | 9                  | 1                  | CS+SU+Cmc   | 1+1+2       | 0+1+1       | 55     | 7      |
| 2009-2010                | Manchester United        | PL                       | 24         | 1          | FACup+CdL       | 0+2             | 0               | UCL                | 7                  | 0                  | -           | -           | -           | 33     | 1      |
| 2010-2011                | Manchester United        | PL                       | 35         | 5          | FACup+CdL       | 2+0             | 0               | UCL                | 9                  | 0                  | CS          | 1           | 0           | 47     | 5      |
| 2011-2012                | Manchester United        | PL                       | 6          | 0          | FACup+CdL       | 0+1             | 0               | UCL+UEL            | 2+0                | 0                  | CS          | 1           | 0           | 10     | 0      |
| 2012-2013                | Manchester United        | PL                       | 19         | 1          | FACup+CdL       | 2+0             | 0               | UCL                | 2                  | 0                  | -           | -           | -           | 23     | 1      |
| 2013-2014                | Manchester United        | PL                       | 25         | 0          | FACup+CdL       | 0+2             | 1               | UCL                | 6                  | 1                  | CS          | 1           | 0           | 34     | 2      |
| Totale Manchester United | Totale Manchester United | Totale Manchester United | 211        | 15         |                 | 29              | 1               |                    | 52                 | 3                  |             | 8           | 2           | 300    | 21     |
| 2014-2015                | Inter                    | A                        | 23         | 1          | CI              | 0               | 0               | UEL                | 5                  | 0                  | -           | -           | -           | 28     | 1      |
| 2015-gen. 2016           | Inter                    | A                        | 0          | 0          | CI              | 0               | 0               | -                  | -                  | -                  | -           | -           | -           | 0      | 0      |
| Totale Inter             | Totale Inter             | Totale Inter             | 23         | 1          |                 | 0               | 0               |                    | 5                  | 0                  |             | -           | -           | 28     | 1      |
| Totale carriera          | Totale carriera          | Totale carriera          | 367        | 38         |                 | 45              | 2               |                    | 71                 | 6                  |             | 8           | 2           | 491    | 48     |

### Cronologia presenze e reti in Nazionale
| Cronologia completa delle presenze e delle reti in nazionale ― Jugoslavia | Cronologia completa delle presenze e delle reti in nazionale ― Jugoslavia | Cronologia completa delle presenze e delle reti in nazionale ― Jugoslavia | Cronologia completa delle presenze e delle reti in nazionale ― Jugoslavia | Cronologia completa delle presenze e delle reti in nazionale ― Jugoslavia | Cronologia completa delle presenze e delle reti in nazionale ― Jugoslavia | Cronologia completa delle presenze e delle reti in nazionale ― Jugoslavia | Cronologia completa delle presenze e delle reti in nazionale ― Jugoslavia |
| Data                                                                      | Città                                                                     | In casa                                                                   | Risultato                                                                 | Ospiti                                                                    | Competizione                                                              | Reti                                                                      | Note                                                                      |
| ------------------------------------------------------------------------- | ------------------------------------------------------------------------- | ------------------------------------------------------------------------- | ------------------------------------------------------------------------- | ------------------------------------------------------------------------- | ------------------------------------------------------------------------- | ------------------------------------------------------------------------- | ------------------------------------------------------------------------- |
| 12-10-2002                                                                | Napoli                                                                    | Italia                                                                    | 1 – 1                                                                     | Jugoslavia                                                                | Qual. Euro 2004                                                           | -                                                                         |                                                                           |
| 16-10-2002                                                                | Belgrado                                                                  | Jugoslavia                                                                | 2 – 0                                                                     | Finlandia                                                                 | Qual. Euro 2004                                                           | -                                                                         | 40’                                                                       |
| 20-11-2002                                                                | Saint-Denis                                                               | Francia                                                                   | 3 – 0                                                                     | Jugoslavia                                                                | Amichevole                                                                | -                                                                         |                                                                           |
| Totale                                                                    |                                                                           | Presenze                                                                  | 3                                                                         |                                                                           | Reti                                                                      | 0                                                                         |                                                                           |

| Cronologia completa delle presenze e delle reti in nazionale ― Serbia e Montenegro | Cronologia completa delle presenze e delle reti in nazionale ― Serbia e Montenegro | Cronologia completa delle presenze e delle reti in nazionale ― Serbia e Montenegro | Cronologia completa delle presenze e delle reti in nazionale ― Serbia e Montenegro | Cronologia completa delle presenze e delle reti in nazionale ― Serbia e Montenegro | Cronologia completa delle presenze e delle reti in nazionale ― Serbia e Montenegro | Cronologia completa delle presenze e delle reti in nazionale ― Serbia e Montenegro | Cronologia completa delle presenze e delle reti in nazionale ― Serbia e Montenegro |
| Data                                                                               | Città                                                                              | In casa                                                                            | Risultato                                                                          | Ospiti                                                                             | Competizione                                                                       | Reti                                                                               | Note                                                                               |
| ---------------------------------------------------------------------------------- | ---------------------------------------------------------------------------------- | ---------------------------------------------------------------------------------- | ---------------------------------------------------------------------------------- | ---------------------------------------------------------------------------------- | ---------------------------------------------------------------------------------- | ---------------------------------------------------------------------------------- | ---------------------------------------------------------------------------------- |
| 30-4-2003                                                                          | Brema                                                                              | Germania                                                                           | 1 – 0                                                                              | Serbia e Montenegro                                                                | Amichevole                                                                         | -                                                                                  |                                                                                    |
| 3-6-2003                                                                           | Leicester                                                                          | Inghilterra                                                                        | 2 – 1                                                                              | Serbia e Montenegro                                                                | Amichevole                                                                         | -                                                                                  | 81’ 82’                                                                            |
| 7-6-2003                                                                           | Helsinki                                                                           | Finlandia                                                                          | 3 – 0                                                                              | Serbia e Montenegro                                                                | Qual. Euro 2004                                                                    | -                                                                                  |                                                                                    |
| 18-8-2004                                                                          | Lubiana                                                                            | Slovenia                                                                           | 1 – 1                                                                              | Serbia e Montenegro                                                                | Amichevole                                                                         | -                                                                                  |                                                                                    |
| 4-9-2004                                                                           | Serravalle                                                                         | San Marino                                                                         | 0 – 3                                                                              | Serbia e Montenegro                                                                | Qual. Mondiali 2006                                                                | -                                                                                  | 44’                                                                                |
| 17-11-2004                                                                         | Bruxelles                                                                          | Belgio                                                                             | 0 – 2                                                                              | Serbia e Montenegro                                                                | Qual. Mondiali 2006                                                                | -                                                                                  |                                                                                    |
| 9-2-2005                                                                           | Sofia                                                                              | Bulgaria                                                                           | 0 – 0                                                                              | Serbia e Montenegro                                                                | Amichevole                                                                         | -                                                                                  |                                                                                    |
| 30-3-2005                                                                          | Belgrado                                                                           | Serbia e Montenegro                                                                | 0 – 0                                                                              | Spagna                                                                             | Qual. Mondiali 2006                                                                | -                                                                                  |                                                                                    |
| 4-6-2005                                                                           | Belgrado                                                                           | Serbia e Montenegro                                                                | 0 – 0                                                                              | Belgio                                                                             | Qual. Mondiali 2006                                                                | -                                                                                  |                                                                                    |
| 15-8-2005                                                                          | Kiev                                                                               | Polonia                                                                            | 3 – 2                                                                              | Serbia e Montenegro                                                                | Amichevole                                                                         | 1                                                                                  |                                                                                    |
| 17-8-2005                                                                          | Kiev                                                                               | Ucraina                                                                            | 2 – 1                                                                              | Serbia                                                                             | Amichevole                                                                         | -                                                                                  | 46’                                                                                |
| 3-9-2005                                                                           | Belgrado                                                                           | Serbia e Montenegro                                                                | 2 – 0                                                                              | Lituania                                                                           | Qual. Mondiali 2006                                                                | -                                                                                  |                                                                                    |
| 7-9-2005                                                                           | Madrid                                                                             | Spagna                                                                             | 1 – 1                                                                              | Serbia e Montenegro                                                                | Qual. Mondiali 2006                                                                | -                                                                                  |                                                                                    |
| 8-10-2005                                                                          | Vilnius                                                                            | Lituania                                                                           | 0 – 2                                                                              | Serbia e Montenegro                                                                | Qual. Mondiali 2006                                                                | -                                                                                  |                                                                                    |
| 12-10-2005                                                                         | Belgrado                                                                           | Serbia e Montenegro                                                                | 1 – 0                                                                              | Bosnia ed Erzegovina                                                               | Qual. Mondiali 2006                                                                | -                                                                                  | 76’, 84’                                                                           |
| 1-3-2006                                                                           | Tunisi                                                                             | Tunisia                                                                            | 0 – 1                                                                              | Serbia e Montenegro                                                                | Amichevole                                                                         | -                                                                                  | 77’                                                                                |
| 27-5-2006                                                                          | Belgrado                                                                           | Serbia e Montenegro                                                                | 1 – 1                                                                              | Uruguay                                                                            | Amichevole                                                                         | -                                                                                  | 63’ 84’                                                                            |
| Totale                                                                             |                                                                                    | Presenze                                                                           | 20                                                                                 |                                                                                    | Reti                                                                               | 1                                                                                  |                                                                                    |

| Cronologia completa delle presenze e delle reti in nazionale ― Serbia | Cronologia completa delle presenze e delle reti in nazionale ― Serbia | Cronologia completa delle presenze e delle reti in nazionale ― Serbia | Cronologia completa delle presenze e delle reti in nazionale ― Serbia | Cronologia completa delle presenze e delle reti in nazionale ― Serbia | Cronologia completa delle presenze e delle reti in nazionale ― Serbia | Cronologia completa delle presenze e delle reti in nazionale ― Serbia | Cronologia completa delle presenze e delle reti in nazionale ― Serbia |
| Data                                                                  | Città                                                                 | In casa                                                               | Risultato                                                             | Ospiti                                                                | Competizione                                                          | Reti                                                                  | Note                                                                  |
| --------------------------------------------------------------------- | --------------------------------------------------------------------- | --------------------------------------------------------------------- | --------------------------------------------------------------------- | --------------------------------------------------------------------- | --------------------------------------------------------------------- | --------------------------------------------------------------------- | --------------------------------------------------------------------- |
| 7-10-2006                                                             | Belgrado                                                              | Serbia                                                                | 1 – 0                                                                 | Belgio                                                                | Qual. Euro 2008                                                       | -                                                                     |                                                                       |
| 15-11-2006                                                            | Belgrado                                                              | Serbia                                                                | 1 – 1                                                                 | Norvegia                                                              | Amichevole                                                            | 1                                                                     | 46’                                                                   |
| 24-3-2007                                                             | Almaty                                                                | Kazakistan                                                            | 2 – 1                                                                 | Serbia                                                                | Qual. Euro 2008                                                       | -                                                                     | cap. 63’                                                              |
| 28-3-2007                                                             | Belgrado                                                              | Serbia                                                                | 1 – 1                                                                 | Portogallo                                                            | Qual. Euro 2008                                                       | -                                                                     |                                                                       |
| 2-6-2007                                                              | Helsinki                                                              | Finlandia                                                             | 0 – 2                                                                 | Serbia                                                                | Qual. Euro 2008                                                       | -                                                                     |                                                                       |
| 22-8-2007                                                             | Bruxelles                                                             | Belgio                                                                | 3 – 2                                                                 | Serbia                                                                | Qual. Euro 2008                                                       | -                                                                     | 90+4’                                                                 |
| 12-9-2007                                                             | Lisbona                                                               | Portogallo                                                            | 1 – 1                                                                 | Serbia                                                                | Qual. Euro 2008                                                       | -                                                                     | 59’                                                                   |
| 6-2-2008                                                              | Skopje                                                                | Macedonia                                                             | 1 – 1                                                                 | Serbia                                                                | Amichevole                                                            | -                                                                     | cap. 62’                                                              |
| 26-3-2008                                                             | Kiev                                                                  | Ucraina                                                               | 2 – 0                                                                 | Serbia                                                                | Amichevole                                                            | -                                                                     | 73’                                                                   |
| 28-5-2008                                                             | Burghausen                                                            | Russia                                                                | 2 – 1                                                                 | Serbia                                                                | Amichevole                                                            | -                                                                     | cap. 46’                                                              |
| 31-5-2008                                                             | Gelsenkirchen                                                         | Germania                                                              | 2 – 1                                                                 | Serbia                                                                | Amichevole                                                            | -                                                                     | cap.                                                                  |
| 6-9-2008                                                              | Belgrado                                                              | Serbia                                                                | 2 – 0                                                                 | Fær Øer                                                               | Qual. Mondiali 2010                                                   | -                                                                     |                                                                       |
| 10-9-2008                                                             | Saint-Denis                                                           | Francia                                                               | 2 – 1                                                                 | Serbia                                                                | Qual. Mondiali 2010                                                   | -                                                                     |                                                                       |
| 11-10-2008                                                            | Belgrado                                                              | Serbia                                                                | 3 – 0                                                                 | Lituania                                                              | Qual. Mondiali 2010                                                   | -                                                                     | 73’                                                                   |
| 15-10-2008                                                            | Vienna                                                                | Austria                                                               | 1 – 3                                                                 | Serbia                                                                | Qual. Mondiali 2010                                                   | -                                                                     |                                                                       |
| 19-11-2008                                                            | Belgrado                                                              | Serbia                                                                | 6 – 1                                                                 | Bulgaria                                                              | Amichevole                                                            | -                                                                     | 46’                                                                   |
| 10-2-2009                                                             | Nicosia                                                               | Cipro                                                                 | 0 – 2                                                                 | Serbia                                                                | Torneo di Cipro 2009 - Semifinale                                     | -                                                                     |                                                                       |
| 28-3-2009                                                             | Costanza                                                              | Romania                                                               | 2 – 3                                                                 | Serbia                                                                | Qual. Mondiali 2010                                                   | -                                                                     |                                                                       |
| 1-4-2009                                                              | Belgrado                                                              | Serbia                                                                | 2 – 0                                                                 | Svezia                                                                | Amichevole                                                            | -                                                                     |                                                                       |
| 6-6-2009                                                              | Belgrado                                                              | Serbia                                                                | 1 – 0                                                                 | Austria                                                               | Qual. Mondiali 2010                                                   | -                                                                     | 46’                                                                   |
| 9-9-2009                                                              | Belgrado                                                              | Serbia                                                                | 1 – 1                                                                 | Francia                                                               | Qual. Mondiali 2010                                                   | -                                                                     |                                                                       |
| 10-10-2009                                                            | Belgrado                                                              | Serbia                                                                | 5 – 0                                                                 | Romania                                                               | Qual. Mondiali 2010                                                   | -                                                                     | 73’                                                                   |
| 14-11-2009                                                            | Belfast                                                               | Irlanda del Nord                                                      | 0 – 1                                                                 | Serbia                                                                | Amichevole                                                            | -                                                                     | 46’                                                                   |
| 18-11-2009                                                            | Londra                                                                | Corea del Sud                                                         | 0 – 1                                                                 | Serbia                                                                | Amichevole                                                            | -                                                                     | cap. 72’                                                              |
| 29-5-2010                                                             | Klagenfurt                                                            | Serbia                                                                | 0 – 1                                                                 | Nuova Zelanda                                                         | Amichevole                                                            | -                                                                     | cap.                                                                  |
| 13-6-2010                                                             | Pretoria                                                              | Serbia                                                                | 0 – 1                                                                 | Ghana                                                                 | Mondiali 2010 - 1º turno                                              | -                                                                     |                                                                       |
| 18-6-2010                                                             | Port Elizabeth                                                        | Germania                                                              | 0 – 1                                                                 | Serbia                                                                | Mondiali 2010 - 1º turno                                              | -                                                                     | 60’                                                                   |
| 23-6-2010                                                             | Nelspruit                                                             | Australia                                                             | 2 – 1                                                                 | Serbia                                                                | Mondiali 2010 - 1º turno                                              | -                                                                     |                                                                       |
| 11-8-2010                                                             | Belgrado                                                              | Serbia                                                                | 0 – 1                                                                 | Grecia                                                                | Amichevole                                                            | -                                                                     | cap.                                                                  |
| 3-9-2010                                                              | Tórshavn                                                              | Fær Øer                                                               | 0 – 3                                                                 | Serbia                                                                | Qual. Euro 2012                                                       | -                                                                     |                                                                       |
| 7-9-2010                                                              | Belgrado                                                              | Serbia                                                                | 1 – 1                                                                 | Slovenia                                                              | Qual. Euro 2012                                                       | -                                                                     | 89’                                                                   |
| 8-10-2010                                                             | Belgrado                                                              | Serbia                                                                | 1 – 3                                                                 | Estonia                                                               | Qual. Euro 2012                                                       | -                                                                     | 87’                                                                   |
| 17-11-2010                                                            | Sofia                                                                 | Bulgaria                                                              | 0 – 1                                                                 | Serbia                                                                | Amichevole                                                            | -                                                                     | cap. 66’                                                              |
| 29-3-2011                                                             | Tallinn                                                               | Estonia                                                               | 1 – 1                                                                 | Serbia                                                                | Qual. Euro 2012                                                       | -                                                                     | cap.                                                                  |
| 10-8-2011                                                             | Mosca                                                                 | Russia                                                                | 1 – 0                                                                 | Serbia                                                                | Amichevole                                                            | -                                                                     | cap. 90+2’                                                            |
| 11-10-2011                                                            | Maribor                                                               | Slovenia                                                              | 1 – 0                                                                 | Serbia                                                                | Qual. Euro 2012                                                       | -                                                                     |                                                                       |
| Totale                                                                |                                                                       | Presenze                                                              | 36                                                                    |                                                                       | Reti                                                                  | 1                                                                     |                                                                       |

## Palmarès

### Club

#### Competizioni nazionali
- Coppa di Serbia e Montenegro: 2

Stella Rossa: 2001-2002, 2003-2004
- Campionato serbo-montenegrino: 1

Stella Rossa: 2003-2004
- Coppa di Lega inglese: 3

Manchester United: 2005-2006, 2008-2009, 2009-2010
- Campionato inglese: 5

Manchester United: 2006-2007, 2007-2008, 2008-2009, 2010-2011, 2012-2013
- Community Shield: 5

Manchester United: 2007, 2008, 2010, 2011, 2013

#### Competizioni internazionali
- UEFA Champions League: 1

Manchester United: 2007-2008
- Coppa del mondo per club: 1

Manchester United: 2008

### Individuale
- Calciatore serbo dell'anno: 2

2005, 2008
- Squadra dell'anno della PFA dell'ESM: 3

2006-2007, 2008-2009, 2010-2011
- Squadra dell'anno della PFA: 4

2006-2007, 2007-2008, 2008-2009, 2010-2011
- Giocatore dell'anno della Premier League: 2

2008-2009, 2010-2011
- FIFPro World XI: 2

2009, 2011